# 小行星9522
小行星9522（英語：9522）是一颗围绕太阳公转的小行星。1981年2月28日，舒爾特·巴斯在赛丁泉山发现了此天体。
这颗小行星的绝对星等为213.1626295955039等。